# Спиридон Палаузов
Спиридон Палаузов био је руски и бугарски историчар. Истраживач средњовековне и модерне историје Бугарске, Румуније, Чешке, Мађарске и Аустријског царства.
Био је редовни члан Царског друштва за руску историју и старине у Москви (1846) као и експерт у азијском одељењу Министарства спољних послова у Санкт Петербургу и у Министарству просвете (као референт са посебним задацима).
Осниваао је критички правац у развоју историографије бугарског препорода.
Као члан Руске археолошке комисије, учествовао је у уређивању и објављивању монументалног корпуса средњовековних словенских текстова који је саставио руски митрополит Макарије (1542-1563), познат као „Велики Минеи“.